# Divizia Națională 2015/2016
Soutěžní ročník Divizia Națională 2015/16  byl 25. ročníkem od založení Divizia Națională. Soutěž byla započata 25. srpna 2015 a poslední kolo se odehrálo 25. května 2016.

## Složení ligy v ročníku 2015/16
Soutěže se již tradičně účastnilo 10 celků. K prvním osmi z minulého ročníku se připojili nováčci CSF Speranța Nisporeni a CS Petrocub Hîncești, kteří si účast zajistili již v předcházejícím ročníku druhé ligy Divizia A.
| Klub                    | Sezóna 2014/15   | Město          | Stadión                      |
| ----------------------- | ---------------- | -------------- | ---------------------------- |
| FC Milsami Orhei        | Zlatá medaile    | Orhei          | CSR Orhei                    |
| FC Dacia Chișinău       | Stříbrná medaile | Chișinău       | Moldova Stadium Speia        |
| FC Sheriff Tiraspol     | Bronzová medaile | Tiraspol       | Sheriff Stadium              |
| FC Saxan                | 5.               | Ceadîr-Lunga   | Ceadîr-Lunga Stadium         |
| FC Zimbru Chișinău      | 6.               | Chișinău       | Zimbru Stadium               |
| FC Academia Chișinău    | 7.               | Chișinău       | Stadionul CPSM               |
| FC Dinamo-Auto Tiraspol | 8.               | Tiraspol       | Dinamo-Auto Stadium          |
| FC Zaria Bălți          | 9.               | Bălți          | Zaria Bălți Stadium          |
| CS Petrocub Hîncești    | Divizia A        | Sărata-Galbenă | Stadionul Orășenesc Hîncești |
| CSF Speranța Nisporeni  | Divizia A        | Nisporeni      | Stadionul Mircea Eliade      |

## Tabulka
| Poř. | Tým                     | Z  | V  | R | P  | VG | OG | B  |
| ---- | ----------------------- | -- | -- | - | -- | -- | -- | -- |
| 1.   | FC Sheriff Tiraspol     | 27 | 20 | 5 | 2  | 50 | 11 | 65 |
| 2.   | FC Dacia Chișinău       | 27 | 20 | 5 | 2  | 44 | 12 | 65 |
| 3.   | FC Zimbru Chișinău      | 27 | 15 | 4 | 8  | 42 | 26 | 49 |
| 4.   | FC Zaria Bălți          | 27 | 12 | 6 | 9  | 36 | 29 | 42 |
| 5.   | FC Dinamo-Auto Tiraspol | 27 | 12 | 5 | 10 | 33 | 34 | 41 |
| 6.   | FC Milsami Orhei        | 27 | 10 | 6 | 11 | 33 | 23 | 36 |
| 7.   | CSF Speranța Nisporeni  | 27 | 8  | 7 | 12 | 24 | 36 | 31 |
| 8.   | CS Petrocub Hîncești    | 27 | 6  | 3 | 18 | 21 | 53 | 21 |
| 9.   | FC Academia Chișinău    | 27 | 5  | 6 | 16 | 18 | 42 | 21 |
| 10.  | FC Saxan                | 27 | 1  | 5 | 21 | 10 | 45 | 8  |

Vzhledem ke shodnému počtu získaných bodů o celkovém vítězi rozhodl dodatečný zápas mezi Sheriffem a Dacií Kišiněv konaný 29. května 2016, v němž Sheriff zvítězil 1:0.
Vysvětlivky
|  | Postup do 2. předkola Ligy mistrů 2016/17        |
|  | Postup do 1. předkola Evropské Ligy UEFA 2016/17 |
|  | Sestup do druhé ligy Divizia A                   |

## Střelecká listina
Nejlepším střelcem tohoto ročníku Divizia Națională se stal švýcarský fotbalista v dresu FC Sheriff Tiraspol Danijel Subotić, který nastřílel 12 branek.
| Pořadí | Národnost   | Hráč              | Tým         | Branky |
| ------ | ----------- | ----------------- | ----------- | ------ |
| 1.     | Švýcarsko   | Danijel Subotić   | Sheriff     | 12     |
| 2.     | Moldavsko   | Andrei Bugneac    | Dinamo-Auto | 11     |
| 3.     | Ukrajina    | Serhiy Zahynaylov | Dacia       | 10     |
| 3.     | Moldavsko   | Gheorghe Boghiu   | Zaria       | 10     |
| 5.     | Portugalsko | Rui Miguel        | Zimbru      | 9      |
| 6.     | Moldavsko   | Vadim Cemîrtan    | Dinamo-Auto | 7      |
| 6.     | Moldavsko   | Sergiu Istrati    | Saxan       | 7      |
| 6.     | Moldavsko   | Roman Șumchin     | Petrocub    | 7      |

## Čistá konta
Nejvíce čistých kont, celkem 15, v tomto ročníku Divizia Națională zaznamenal Artiom Gaiduchevici z FC Dacia Chișinău.
| Pořadí | Národnost | Hráč                | Tým                | Čistá konta |
| ------ | --------- | ------------------- | ------------------ | ----------- |
| 1.     | Moldavsko | Artiom Gaiduchevici | Dacia Chișinău     | 15          |
| 2.     | Moldavsko | Alexei Coșelev      | Sheriff Tiraspol   | 14          |
| 3.     | Kapverdy  | Vozinha             | Zimbru Chișinău    | 12          |
| 4.     | Moldavsko | Nicolae Țurcan      | Speranța Nisporeni | 11          |
| 5.     | Moldavsko | Cristian Avram      | Academia Chișinău  | 9           |